# Tokenismus
Tokenismus (englisch tokenism, von token „Zeichen, Symbol, Spielstein“) bezeichnet kritisch eine Praxis, bei der nur symbolische Anstrengungen unternommen werden, um Mitglieder einer gesellschaftlich marginalisierten Gruppe (etwa Frauen, Migranten, Homosexuelle) in soziopolitischer Hinsicht gleichzustellen (etwa in Beruf, Politik, Kultur oder Vereinsleben). In der Realität wird aber dem Großteil der marginalisierten Minderheit(en) die Gleichbehandlung mit der Mehrheitsgesellschaft vorenthalten, ihre wenigen formell gleichberechtigten Vertreter dienen als Tokens (Spielsteine, Marionetten, im übertragenen Sinn: Feigenblätter). Sie würden nach außen hin als „Aushängeschilder“ oder moralische Feigenblätter missbraucht. Dafür steht etwa der/die „Quotenschwarze“ (englisch token black person) oder der englisch token character in Filmproduktionen des „weiß“ dominierten Hollywood-Mainstreamkinos.

## Charakteristik
Die Praktiken des Tokenismus oder einer Feigenblattpolitik zielen nicht auf die grundsätzliche soziopolitische Gleichstellung entsprechend benachteiligter Gruppen, sondern dienen vielmehr dazu, Diskriminierungsmechanismen aufrechtzuerhalten, indem diese verschleiert werden. Mittels bewusst kalkulierter Einzelmaßnahmen wird nach außen hin der Eindruck von „Fairness“ und „Chancengleichheit“ erweckt. Mitunter beschränken sich solche Schritte auch einzig auf die Umsetzung der Mindestvorgaben in Antidiskriminierungsgesetzen.
Der Tokenismus ist auf die (bewusste oder unbewusste) Mitwirkung von Minderheitenvertretern angewiesen. Der in diesem Kontext in eine exponierte Position gehievte Token verdankt, gemäß diesem Theorieansatz, seine Position einseitiger Bevorzugung (per Quotenregelung oder positiver Diskriminierung) und nicht primär der eigenen Qualifikation im Sinne der Bestenauslese. Als Token, etwa in der Rolle der Quotenfrau oder des Alibimigranten, verschleiert er (bewusst oder unbewusst) die in seiner Organisation (Arbeitsstätte, Verein, Partei usw.) fortwirkenden Diskriminierungsmechanismen. In seiner Funktion (als eventuell besonders angepasstes) Organisationsmitglied besetzt der Token mitunter strategisch wichtige Positionen (etwa in der Organisationsleitung), in die nun mutmaßlich kein anderer (eventuell kritischer gestimmter) Minderheitenvertreter mehr gelangen kann (vergleiche Onkel-Tom-Syndrom).
Im deutschen Sprachgebrauch hat sich die Bezeichnung Tokenismus bisher kaum etabliert. Die Thematik von Minderheiten in Organisationen wird im Begriff „Diversity Management“ abgebildet (Management der Vielfalt).

## Theorie
Die Soziologin Rosabeth Moss Kanter untersuchte in den 1970er Jahren in Men and Women of the Corporation die Geschlechterverhältnisse eines US-amerikanischen Industrieunternehmens. In ihrer Studie verwendet sie den Begriff Token für Angehörige von Minderheiten. Sie zeigt, wie auf weibliche tokens in männlich dominierten Bereichen reagiert wird: Einerseits werden sie eingehender beobachtet (Sichtbarkeit) und als „exemplarisch für Frauen allgemein angesehen“, andererseits finden sie sich auf Arbeitsplätzen mit geringeren Aufstiegschancen (advancement prospects) wieder. Kanters Analysefokus lag damit nicht auf den individuellen Eigenschaften einer Person, vielmehr auf den Organisationsstrukturen. Kanter nennt hier als ausschlaggebend die Machtstrukturen, Möglichkeitsstrukturen (opportunity structure) und die Anzahl der Angehörigen der Minderheit (numbers). Außerdem macht Kanter Probleme der Assimilation (antagonistische Anforderungen) und Polarisierung (Aufbau geschlechtshomogener Allianzen) aus.

## Beispiele
Fallbeispiele für Tokens sind älter als der Begriff für sie. So war im Deutschen Reich in sonst adeligen studentischen Corps der pro forma zugelassene einzige Bürgerliche der „Konzessionsschulze“. Ähnliches galt bspw. auch in Teilen vermeintlich unpolitischer Presseorgane, sofern sie bspw. insgeheim konservativ ausgerichtet waren: Diese beschäftigten mitunter einen sozialdemokratischen Redakteur als „Konzessionsschulzen“ und „Aushängeschild“. Ebenso das Militär, wo man sich speziell in alten Regimentern mit langer Adelstradition einen bürgerlichen Offizier als „Konzessionsschulze“ hielt, während die übrigen Offiziere aristokratischer Herkunft waren. Diese kaschierenden Maßnahmen wurden unternommen, um gegenüber der Außenwelt und Mehrheitsgesellschaft soziale Offenheit zu demonstrieren, tatsächlich aber um die soziale Exklusivität nach innen zu wahren.
Heute können Frauen in „Männerberufen“ oder -domänen Tokens (Quotenfrau) sein, auch Körperbehinderte oder Mitarbeiter ausländischer und/oder nicht-weißer Herkunft in gehobenen Positionen (Quotenkrüppel, Alibimigrant bzw. „Renommierneger“).
Vergleichbares gilt aber auch für Männer in „Frauenberufen“, beispielsweise Hebammen, Erzieher oder Pädagogen:

„Eine Reihe von Untersuchungen zeigt auf, dass eine token-Situation für Männer allerdings durchaus kein Makel, sondern eine Ressource ist: Wenn z. B. Männer in Frauenberufen beschäftigt sind, werden ihnen weiterhin ‚männliche‘ Eigenschaften wie Führungsfähigkeit und Sachlichkeit zugeschrieben.“

Männer in einer Tokenrolle können dennoch ebenso wie Frauen mit Vorurteilen konfrontiert werden, etwa indem von ihrer Berufswahl auf ihre Sexualität geschlossen wird.